# Senyoriu de Larraya i Ubani
El Senyoriu de Larraya i Ubani fou un senyoriu (i posterior mayorazgo) navarrès, el qual s'estengué en existència física entre els segles xiv i xvii en les localitats de Larraya i Ubani, tenint el llinatge el seu origen o cap d'armeria en el Palau del Cap d'Armeria de Larraya.
El primer senyor del palau de Larraya del que se'n té constància fou Juan de Larraya (ca. 1300), mentre que del d'Ubani és Martín de Ubani (ca. 1360). Ambdós senyorius s'uniren per herència en casar-se prop de l'any 1430 Juana de Ubani (filla del senyor abans citat) amb Juan Miguel García de Larraya, (net del senyor abans citat). El darrer descendent de la branca major fou Juan de Larraya y Armendáriz (Larraya, 1570 - Nandaime, Nicaragua, 1610), qui fou Governador i Capità General de Costa Rica l'any 1610.

## Senyors del palau d'Ubani
- I. Martín de Ubani (Ubani, ca. 1360).
- II. Juana Martínez de Ubani (Ubani, ca. 1400).

## Senyors del palau de Larraya
- I. Juan de Larraya.
- II. García de Larraya.
- III. Ibán García de Larraya.
- IV. Juan Miguel García de Larraya (ca. 1390 - 1444).

## Senyors dels palaus de Larraya i Ubani
- V. Pedro de Larraya y de Ubani (ca. 1420).
- VI. García de Larraya.
- VII. Juan García de Larraya.
- VIII. García de Larraya.
- IX. García de Larraya.
- X. Martín García de Larraya y de Arístegui (ca. 1490 - 1559).
- XI. Juan García Pérez de Larraya y Vidaurreta (ca. 1510 - 1572).
- XII. Francisco de Larraya y de Elío (ca. 1550 - 1639).
- XIII. Juan de Larraya y Armendáriz (1570 - 1610).

## Història dels Senyors del palau de Larraya
- III. Ibán García de Larraya, senyor del palau de Larraya. Tingué dos fills

1. Juan Miguel García de Larraya (ca. 1390 - 1444), que el succeí a ell en el senyoriu del palau de Larraya i a la seva mare en el d'Ubani.
2. García de Larraya, vicari de Larraya.

- IV. Juan Miguel García de Larraya (ca. 1390 - 1444). Senyor del palau de Larraya i Conseller del rei Carles II de Navarra. Es casà amb Juana Martínez de Ubani (Ubani, ca. 1400). Tingueren quatre fills:

1. Pedro de Larraya y de Ubani (ca. 1420), que els succeí en els senyorius.
2. García de Larraya.
3. María de Larraya.
4. Juan de Larraya, Senyor del palau d'Olaz, advocat i alcalde de Cort l'any 1432, i de El Burgo de San Cernín el 1412 i el 1433. Fou Conseller del rei Carles III el Noble des de 1402 i de Blanca II de Navarra l'any 1450.

## Història dels Senyors dels palaus de Larraya i Ubani
- V. Pedro de Larraya y de Ubani (ca. 1420). El succeí el seu fill García.
- VI. García de Larraya. El succeí el seu fill Juan.
- VII. Juan García de Larraya. El succeí el seu fill García.
- VIII. García de Larraya. Tingué dos fills:

1. García de Larraya, qui el succeí.
2. Juan de Larraya, militar.

- IX. García de Larraya. Senyor dels palaus de Larraya i d'Ubani. Es casà amb María de Arístegui, amb qui tingué 2 fills:

1. Martín García de Larraya y de Arístegui (ca. 1490 - 1559), que el succeí en el senyoriu.
2. Catalina de Larraya, casada amb Martín de Rutia, alcalde de Cort.

- X. Noble i Magnífic Martín García de Larraya y de Arístegui (ca. 1490 - 1559). Senyor dels palaus de Larraya i d'Ubani, notari de Cort i Secretari i Tresorer del Real Consell (1525). Tenia possessions també a Iza i Undiano. Es casà l'any 1559 amb Juana de Vidaurreta, filla dels Senyors del palau de Vidaurreta, Juan González de Vidaurreta i Leonor de Sarasa. Tingueren 6 fills:

1. Juan García de Larraya, mort de nen.
2. Gil García de Larraya (mort el 1563).
3. Catalina de Larraya.
4. María de Larraya, qui es casà l'any 1534 amb Juan Beltrán de Arbizu, senyor del palau d'Arbizu.
5. Juan García Pérez de Larraya (ca. 1520 - 1572), qui el succeí en el senyoriu.
6. Leonor de Larraya, casada amb Juan de Grocin.

- XI. Juan García Pérez de Larraya y Vidaurreta (ca. 1510 - 1572). Senyor dels palaus de Larraya i d'Ubani, regidor (1563) i alcalde (1556 i 1571) de Navarrería, i procurador en Corts pel braç universitari l'any 1549. Tenia drets a la localitat d'Undiano. Els seus descendents provaren noblesa en fins a 4 ocasions en els tribunals, obtenint el rang d'hidalguia (la darrera vegada el 1819). Es casà l'any 1533 amb Donya Luisa de Elío y Sarasa, amb qui tingué 5 fills:

1. Donya Isabel de Larraya y de Elío, qui es casà en primeres núpcies l'any 1564 amb Juan de Arrieta i en segones amb el seu nebot Juan de Larraya i Armendáriz.
2. Donya Juana de Larraya y de Elío.
3. Donya Águeda de Larraya y de Elío.
4. Donya Cristina de Larraya i de Elío.
5. Don Francisco de Larraya i de Elío (ca. 1550 - 1639), qui el succeí en el senyoriu.

- XII Don Francisco de Larraya y de Elío (ca. 1550 - 1639). Senyor dels palaus de Larraya i Ubani i de les pechas d'Irañeta. Fou representant en Corts els anys 1592 - 1593 pel braç militar. Tenia drets a Undiano. Es casà l'any 1569 amb Donya María de Armendáriz. JunT amb la seva dona, creà un mayorazgo amb les seves possessions per tal que aquestes no es dispersessin en herències futures. Tingueren 3 fills:

1. Don Juan de Larraya y Armendáriz (1570 - 1610), qui el succeí.
2. Donya Jerónima de Larraya y Armendáriz.
3. Donya Cristina de Larraya y Armendáriz.

- XIII. Don Juan de Larraya y Armendáriz (1570 - 1610). Senyor dels palaus de Larraya i d'Ubani, representant en Corts pel braç militar, posseedor del mayorazgo de Larraya-Ubani, patró de la parròquia de Beruete, Gobernador i Capità general de Costa Rica, Capità d'Arcabucers a Portugal i pagador de les obres reials del Regne de Navarra. Es casà amb la seva tieta, Donya Isabel de Larraya y de Elío, sense tenir descendència. Morí de mort natural pocs dies després d'arribar a Amèrica.

## El Palau de Larraya
El Palau fou construït en la localitat homònima durant el segle XIV. Es tracta d'una construcció de pedra, de planta quadrangular, dues plantes i una torre quadrada. En la porta principal, datada en el segle xvi, i trobem un relleu amb l'escut familiar. En morir l'últim senyor, el palau va passar a mans d'una branca menor de la família, fins a arribar a la família Ezpeleta, a través de la qual acabaria passant a formar part de les possessions del Marquès de Góngora, emparentat tant per línia paterna (Ezpeleta) com materna (Elío) amb els Larraya.

## L'escut
Segons el Nobiliario español, de Julio de Atienza, baró de Cobos de Belchite, l'escut de la família Larraya és: en campo de plata, una banda jaquelada de plata y sable, acompañada de dos crecientes, también jaquelados de lo mismo, uno a cada lado (Atienza, 1959).

## Descendència i parentiu
Entre la descèndència del llinatge destaquen, d'una banda, els marquesos de Góngora, i d'altra banda, a través d'una línia directa migrada primer a Ferrol i després Barcelona, el pintor i escriptor Tomás Gutiérrez-Larraya y Díaz de la Campa i els seus descendents.